# Portugal op het wereldkampioenschap voetbal 2014
Portugal was een van de deelnemende landen aan het wereldkampioenschap voetbal 2014 in Brazilië. Het was de vijfde deelname voor het land. Paulo Bento nam als bondscoach voor het eerst deel aan het WK, als speler was hij er ook al bij in 2002. Portugal werd in de eerste ronde uitgeschakeld na een nederlaag tegen Duitsland, een gelijkspel tegen de Verenigde Staten en een zege tegen Ghana.

## Kwalificatie

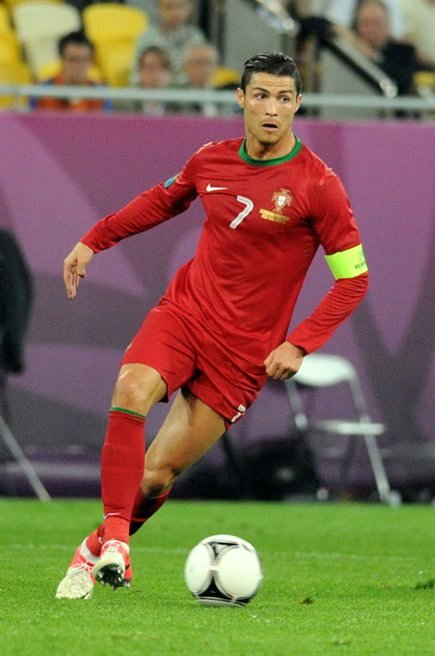
Aanvoerder Cristiano Ronaldo loodste Portugal door de barragewedstrijden tegen Zweden.

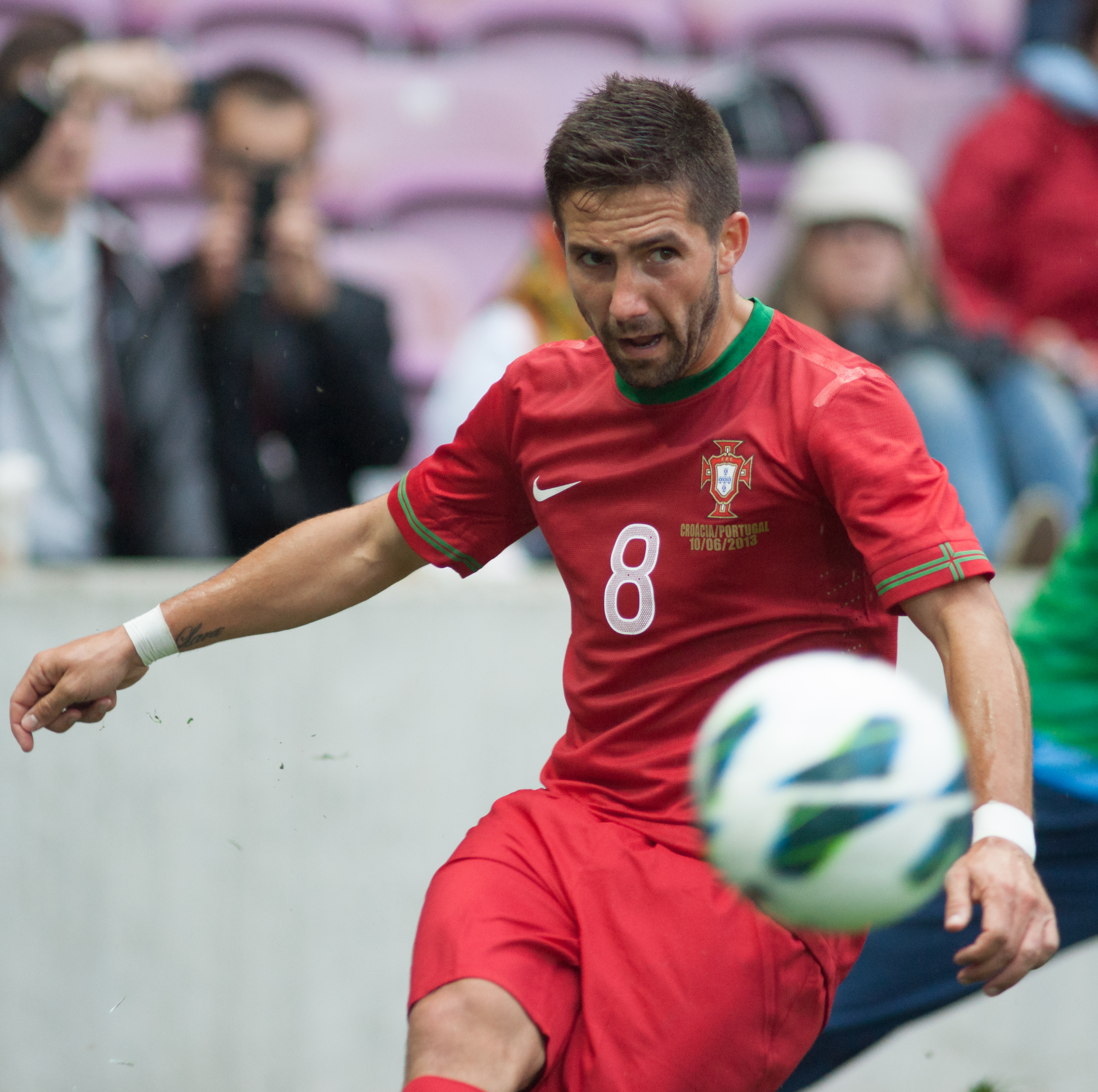
João Moutinho is de spelverdeler van het team. In de kwalificatie-campagne was hij goed voor elf assists.

Portugal begon op 7 september 2012 in groep F aan de kwalificatie voor het wereldkampioenschap. In het eerste duel, een uitwedstrijd tegen Luxemburg, kwamen de Portugezen verrassend op achterstand, maar doelpunten van Cristiano Ronaldo en Hélder Postiga bezorgden Portugal alsnog de drie punten. Vier dagen later nam het team van bondscoach Paulo Bento het op tegen Azerbeidzjan. Het bleef lang 0-0, pas in de tweede helft zorgden doelpunten van Silvestre Varela, Postiga en Bruno Alves voor een de tweede zege op rij.
In oktober 2012 leed Portugal voor het eerst puntenverlies. Rusland, dat net als Portugal een favoriet was voor eindwinst in Groep F, won voor eigen volk met 1-0 na een vroeg doelpunt. Portugal kreeg vier dagen later de kans om de nederlaag recht te zetten, maar de Zuid-Europeanen kwamen tegen Noord-Ierland niet verder dan een 1-1 gelijkspel. Opnieuw Postiga scoorde het enige Portugese doelpunt.
In maart 2013 ging de kwalificatiecampagne verder, maar opnieuw presteerde Portugal ondermaats. In een spektakelrijk duel tegen Israël kwam Portugal al snel op voorsprong via Alves. Israël was niet onder de indruk en kwam nog voor de rust 2-1 voor. Na de rust liepen de Israëli's even uit tot 3-1, maar Postiga zorgde meteen daarna voor de aansluitingstreffer. In de extra tijd sleepte Fabio Coentrão nog een punt uit de brand: 3-3.
Portugal kon zich geen uitschuivers meer veroorloven als het groepswinnaar wilde worden en won enkele dagen na het gelijkspel met 0-2 van Azerbeidzjan. Opnieuw Alves en Hugo Almeida waren de doelpuntenmakers. In juni 2013 deed het elftal van Bento een uitstekende zaak door met 1-0 te winnen van grote concurrent Rusland. Postiga scoorde al na negen minuten het enige doelpunt van de wedstrijd.
In september 2013 zorgde Portugal opnieuw voor veel spektakel. In Noord-Ierland kwamen de Portugezen op voorsprong via alweer Alves, maar nog voor de pauze brachten de Noord-Ieren de score weer in evenwicht via Gareth McCauley, die niet veel later een kopstoot kreeg van Postiga. De Portugese spits werd meteen uitgesloten. Na de rust kwam Noord-Ierland op voorsprong, maar verloor het Chris Brunt na diens tweede gele kaart. Met tien tegen tien kwam Portugal opnieuw in de wedstrijd. Een hattrick van Ronaldo zorgde voor de 2-4 eindscore tegen Noord-Ierland, dat tien minuten voor het einde ook Kyle Lafferty zag uitgesloten worden na een gevaarlijke tussenkomst.
Portugal was aan nieuw puntenverlies ontsnapt, maar niet voor lang. Tegen Israël kwam het team van Bento opnieuw in de problemen. Ricardo Costa bracht zijn land nochtans op voorsprong, maar een late treffer van Eden Ben Basat zorgde ervoor dat de Portugezen zich opnieuw tevreden moesten stellen met een punt. Ondanks het gelijkspel kon Portugal nog steeds groepswinnaar worden, maar dan moest het op de slotspeeldag winnen en hopen op puntenverlies van Rusland. Portugal won met 3-0 van Luxemburg dankzij goals van Varela, Nani en Postiga, maar slaagde er door het gelijkspel van Rusland tegen Azerbeidzjan niet in om de barragewedstrijden te ontlopen.
Op 15 november 2013 nam Portugal het voor eigen volk op tegen Zweden, de nummer twee uit groep C. Het barrageduel tussen de tweede landen werd door de media omschreven als een prestigestrijd tussen Cristiano Ronaldo en Zlatan Ibrahimovic, de twee kanshebbers voor de Gouden Bal die twee maanden later zou worden uitgereikt. De Portugees van Real Madrid zorgde in de heenwedstrijd voor het enige doelpunt. Vier dagen later bracht Ronaldo zijn land opnieuw op voorsprong, maar twee treffers van Ibrahimovic zorgden ervoor dat Zweden kans bleef maken. Na de 2-1 was het echter opnieuw de beurt aan Ronaldo, die Zweden met twee treffers volledig uittelde: 2-3. In januari 2014 mocht de Portugese aanvaller de Gouden Bal in ontvangst nemen.

### Kwalificatieduels
| 7 september 2012  | Luxemburg     | 1 – 2 | Portugal      |
| 11 september 2012 | Portugal      | 3 – 0 | Azerbeidzjan  |
| 12 oktober 2012   | Rusland       | 1 – 0 | Portugal      |
| 16 oktober 2012   | Portugal      | 1 – 1 | Noord-Ierland |
| 22 maart 2013     | Israël        | 3 – 3 | Portugal      |
| 26 maart 2013     | Azerbeidzjan  | 0 – 2 | Portugal      |
| 7 juni 2013       | Portugal      | 1 – 0 | Rusland       |
| 6 september 2013  | Noord-Ierland | 2 – 4 | Portugal      |
| 11 oktober 2013   | Portugal      | 1 – 1 | Israël        |
| 15 oktober 2013   | Portugal      | 3 – 0 | Luxemburg     |

### Barrageduels
| 15 november 2013 | Portugal | 1 – 0 | Zweden   |
| 19 november 2013 | Zweden   | 2 – 3 | Portugal |

### Stand groep F
| Nr. | Land          | GW | W | G | V | DV | DT | DS  | Ptn |
| --- | ------------- | -- | - | - | - | -- | -- | --- | --- |
| 1   | Rusland       | 10 | 7 | 1 | 2 | 20 | 5  | +15 | 22  |
| 2   | Portugal      | 10 | 6 | 3 | 1 | 20 | 9  | +11 | 21  |
| 3   | Israël        | 10 | 3 | 5 | 2 | 19 | 14 | +5  | 14  |
| 4   | Azerbeidzjan  | 10 | 1 | 6 | 3 | 7  | 11 | −4  | 9   |
| 5   | Noord-Ierland | 10 | 1 | 4 | 5 | 9  | 17 | −8  | 7   |
| 6   | Luxemburg     | 10 | 1 | 3 | 6 | 7  | 26 | −19 | 6   |

### Doelpunten en assists
| Naam              | Wed. | Goals | Assists |
| ----------------- | ---- | ----- | ------- |
| Cristiano Ronaldo | 10   | 8     | 2       |
| Hélder Postiga    | 10   | 6     | 0       |
| Bruno Alves       | 10   | 4     | 0       |
| Silvestre Varela  | 7    | 2     | 0       |
| Fábio Coentrão    | 10   | 1     | 2       |
| Nani              | 10   | 1     | 1       |
| Hugo Almeida      | 6    | 1     | 1       |
| Ricardo Costa     | 3    | 1     | 0       |
| João Moutinho     | 12   | 0     | 11      |
| Miguel Veloso     | 12   | 0     | 2       |
| Pepe              | 10   | 0     | 1       |

## Het wereldkampioenschap
Op 6 december 2013 werd er geloot voor de groepsfase van het WK in Brazilië. Portugal werd ondergebracht in Groep G en kreeg daardoor Salvador, Manaus en Brasilia als speelsteden voor de groepsfase. Ook Duitsland, Ghana en de Verenigde Staten kwamen in Groep G terecht. Op 19 mei 2014 maakte bondscoach Paulo Bento zijn definitieve selectie bekend. Daarin was geen plaats voor aanvaller Ricardo Quaresma.

### Uitrustingen
| Thuis | Uit | Doelman |

### Technische staf
| Naam            | Functie        |
| --------------- | -------------- |
| Technische staf |                |
| Paulo Bento     | Bondscoach     |
| Leonel Pontes   | Assistent      |
| Ricardo Peres   | Keeperstrainer |
| João Aroso      | Fitness Coach  |
| Rui Caçador     | Teammanager    |

### Selectie en statistieken
| Nr. | Naam              | Geboortedatum | GW |   |   |   |   |   |   | Club                  | Positie(s) |
| --- | ----------------- | ------------- | -- | - | - | - | - | - | - | --------------------- | ---------- |
| 1   | Eduardo           | 19-09-1982    | 1  | 0 | 0 | 0 | 0 | 1 | 0 | Braga                 | GK         |
| 2   | Bruno Alves       | 27-11-1981    | 3  | 0 | 0 | 0 | 0 | 0 | 0 | Fenerbahçe            | CB         |
| 3   | Pepe              | 26-02-1983    | 2  | 0 | 0 | 0 | 1 | 0 | 0 | Beşiktaş              | CB         |
| 4   | Miguel Veloso     | 11-05-1986    | 3  | 0 | 0 | 0 | 0 | 0 | 1 | Dynamo Kiev           | DM, LB     |
| 5   | Fábio Coentrão    | 11-03-1988    | 1  | 0 | 0 | 0 | 0 | 0 | 1 | Real Madrid           | LB         |
| 6   | William Carvalho  | 07-04-1992    | 2  | 0 | 0 | 0 | 0 | 1 | 0 | Sporting Lissabon     | DM, CB     |
| 7   | Cristiano Ronaldo | 05-02-1985    | 3  | 1 | 0 | 0 | 0 | 0 | 0 | Real Madrid           | LW, CF     |
| 8   | João Moutinho     | 08-09-1986    | 3  | 0 | 1 | 0 | 0 | 0 | 0 | AS Monaco             | CM, AM, DM |
| 9   | Hugo Almeida      | 23-05-1984    | 1  | 0 | 0 | 0 | 0 | 0 | 1 | Beşiktaş              | CF         |
| 10  | Vieirinha         | 24-01-1986    | 1  | 0 | 0 | 0 | 0 | 1 | 0 | Wolfsburg             | RW, LW     |
| 11  | Éder              | 22-12-1987    | 3  | 0 | 0 | 0 | 0 | 1 | 1 | Braga                 | CF         |
| 12  | Rui Patrício      | 15-02-1988    | 2  | 0 | 0 | 0 | 0 | 0 | 0 | Sporting Lissabon     | GK         |
| 13  | Ricardo Costa     | 16-05-1981    | 2  | 0 | 0 | 0 | 0 | 1 | 0 | Valencia              | CB, RB     |
| 14  | Luís Neto         | 26-05-1988    | 0  | 0 | 0 | 0 | 0 | 0 | 0 | Zenit Sint-Petersburg | CB         |
| 15  | Rafa Silva        | 17-05-1993    | 0  | 0 | 0 | 0 | 0 | 0 | 0 | Braga                 | AM, LW, RW |
| 16  | Raul Meireles     | 17-03-1983    | 2  | 0 | 0 | 0 | 0 | 0 | 1 | Fenerbahçe            | DM, CM     |
| 17  | Nani              | 17-11-1986    | 3  | 1 | 0 | 0 | 0 | 0 | 0 | Manchester United     | RW, LW     |
| 18  | Silvestre Varela  | 02-02-1985    | 2  | 1 | 0 | 0 | 0 | 2 | 0 | FC Porto              | RW, LW     |
| 19  | André Almeida     | 10-09-1990    | 2  | 0 | 0 | 0 | 0 | 1 | 1 | Benfica               | RB, LB, DM |
| 20  | Rúben Amorim      | 27-01-1985    | 1  | 0 | 0 | 0 | 0 | 0 | 0 | Benfica               | CM, RB     |
| 21  | João Pereira      | 25-02-1984    | 3  | 0 | 1 | 0 | 0 | 0 | 1 | Valencia              | RB         |
| 22  | Beto              | 01-05-1982    | 1  | 0 | 0 | 0 | 0 | 0 | 1 | Sevilla               | GK         |
| 23  | Hélder Postiga    | 02-08-1982    | 1  | 0 | 0 | 0 | 0 | 0 | 1 | Lazio Roma            | CF         |

### Wedstrijden

#### Groepsfase
| Nr. | Land             | GW | W | G | V | DV | DT | DS | Ptn |
| --- | ---------------- | -- | - | - | - | -- | -- | -- | --- |
| 1.  | Duitsland        | 3  | 2 | 1 | 0 | 7  | 2  | +5 | 7   |
| 2.  | Verenigde Staten | 3  | 1 | 1 | 1 | 4  | 4  | 0  | 4   |
| 3.  | Portugal         | 3  | 1 | 1 | 1 | 4  | 7  | −3 | 4   |
| 4.  | Ghana            | 3  | 0 | 1 | 2 | 4  | 6  | −2 | 1   |

|                          |                                           |         |          |                                                                                   |
| 16 juni 2014 13:00 UTC−3 | Duitsland                                 | 4 – 0   | Portugal | Bahia Arena, Salvador Toeschouwers: 51.081 Scheidsrechter: Milorad Mažić (Servië) |
| 16 juni 2014 13:00 UTC−3 | Müller 12' (pen.), 45+1', 78' Hummels 32' | Verslag |          | Bahia Arena, Salvador Toeschouwers: 51.081 Scheidsrechter: Milorad Mažić (Servië) |

| Duitsland | Portugal |

| Duitsland:     |    |                  |     |
|                |    |                  |     |
| GK             | 1  | Manuel Neuer     |     |
| RB             | 20 | Jérôme Boateng   |     |
| CB             | 17 | Per Mertesacker  |     |
| CB             | 5  | Mats Hummels     | 73' |
| LB             | 4  | Benedikt Höwedes |     |
| CM             | 6  | Sami Khedira     |     |
| DM             | 16 | Philipp Lahm     |     |
| CM             | 18 | Toni Kroos       |     |
| RW             | 8  | Mesut Özil       | 63' |
| CF             | 13 | Thomas Müller    | 82' |
| LW             | 19 | Mario Götze      |     |
| Wisselspelers: |    |                  |     |
| MF             | 9  | André Schürrle   | 63' |
| DF             | 21 | Shkodran Mustafi | 73' |
| FW             | 10 | Lukas Podolski   | 82' |
| Coach:         |    |                  |     |
| Joachim Löw    |    |                  |     |

| Portugal:      |    |                   |     |
|                |    |                   |     |
| GK             | 12 | Rui Patrício      |     |
| RB             | 21 | João Pereira      | 11' |
| CB             | 3  | Pepe              | 37' |
| CB             | 2  | Bruno Alves       |     |
| LB             | 5  | Fábio Coentrão    | 65' |
| CM             | 8  | João Moutinho     |     |
| DM             | 4  | Miguel Veloso     | 46' |
| CM             | 16 | Raul Meireles     |     |
| RW             | 17 | Nani              |     |
| CF             | 9  | Hugo Almeida      | 28' |
| LW             | 7  | Cristiano Ronaldo |     |
| Wisselspelers: |    |                   |     |
| FW             | 11 | Éder              | 28' |
| DF             | 13 | Ricardo Costa     | 46' |
| DF             | 19 | André Almeida     | 65' |
| Coach:         |    |                   |     |
| Paulo Bento    |    |                   |     |

|                          |                       |         |                      |                                                                                        |
| 22 juni 2014 18:00 UTC−3 | Verenigde Staten      | 2 – 2   | Portugal             | Arena Amazônia, Manaus Toeschouwers: 40.123 Scheidsrechter: Néstor Pitana (Argentinië) |
| 22 juni 2014 18:00 UTC−3 | Jones 63' Dempsey 81' | Verslag | 5' Nani 90+5' Varela | Arena Amazônia, Manaus Toeschouwers: 40.123 Scheidsrechter: Néstor Pitana (Argentinië) |

| Verenigde Staten | Portugal |

| Verenigde Staten: |    |                   |     |
|                   |    |                   |     |
| GK                | 1  | Tim Howard        |     |
| RB                | 23 | Fabian Johnson    |     |
| CB                | 20 | Geoff Cameron     |     |
| CB                | 5  | Matt Besler       |     |
| LB                | 7  | DaMarcus Beasley  |     |
| CM                | 15 | Kyle Beckerman    |     |
| CM                | 13 | Jermaine Jones    | 75' |
| AM                | 4  | Michael Bradley   |     |
| RW                | 11 | Alejandro Bedoya  | 72' |
| CF                | 8  | Clint Dempsey     | 87' |
| LW                | 19 | Graham Zusi       |     |
| Wisselspelers:    |    |                   |     |
| DF                | 2  | DeAndre Yedlin    | 72' |
| FW                | 18 | Chris Wondolowski | 87' |
| Coach:            |    |                   |     |
| Jürgen Klinsmann  |    |                   |     |

| Portugal:      |    |                   |     |
|                |    |                   |     |
| GK             | 12 | Rui Patrício      |     |
| RB             | 21 | João Pereira      |     |
| CB             | 13 | Ricardo Costa     |     |
| CB             | 2  | Bruno Alves       |     |
| LB             | 19 | André Almeida     | 46' |
| CM             | 8  | João Moutinho     |     |
| DM             | 4  | Miguel Veloso     |     |
| CM             | 16 | Raul Meireles     | 69' |
| RW             | 17 | Nani              |     |
| CF             | 23 | Hélder Postiga    | 16' |
| LW             | 7  | Cristiano Ronaldo |     |
| Wisselspelers: |    |                   |     |
| FW             | 11 | Éder              | 16' |
| MF             | 6  | William Carvalho  | 46' |
| FW             | 18 | Silvestre Varela  | 69' |
| Coach:         |    |                   |     |
| Paulo Bento    |    |                   |     |

|                          |                             |         |          |                                                                                  |
| 26 juni 2014 13:00 UTC−3 | Portugal                    | 2 – 1   | Ghana    | Estádio Nacional de Brasília, Brasilia Scheidsrechter: Nawaf Shukralla (Bahrein) |
| 26 juni 2014 13:00 UTC−3 | Boye 30' (e.d.) Ronaldo 80' | Verslag | 57' Gyan | Estádio Nacional de Brasília, Brasilia Scheidsrechter: Nawaf Shukralla (Bahrein) |

| Portugal | Ghana |

| Portugal:      |    |                   |       |
|                |    |                   |       |
| GK             | 22 | Beto              | 89'   |
| RB             | 21 | João Pereira      | 61'   |
| CB             | 3  | Pepe              |       |
| CB             | 2  | Bruno Alves       |       |
| LB             | 4  | Miguel Veloso     |       |
| CM             | 8  | João Moutinho     | 90+4' |
| DM             | 6  | William Carvalho  |       |
| CM             | 20 | Rúben Amorim      |       |
| RW             | 17 | Nani              |       |
| CF             | 11 | Éder              | 69'   |
| LW             | 7  | Cristiano Ronaldo |       |
| Wisselspelers: |    |                   |       |
| FW             | 18 | Silvestre Varela  | 61'   |
| FW             | 10 | Vieirinha         | 69'   |
| GK             | 1  | Eduardo           | 89'   |
| Coach:         |    |                   |       |
| Paulo Bento    |    |                   |       |

| Ghana:             |    |                 |         |
|                    |    |                 |         |
| GK                 | 16 | Fatau Dauda     |         |
| RB                 | 23 | Harrison Afful  | 39'     |
| CB                 | 19 | Jonathan Mensah |         |
| CB                 | 21 | John Boye       |         |
| LB                 | 20 | Kwadwo Asamoah  |         |
| RW                 | 7  | Christian Atsu  |         |
| CM                 | 17 | Mohammed Rabiu  | 76'     |
| CM                 | 8  | Emmanuel Badu   |         |
| LW                 | 10 | André Ayew      | 82'     |
| CF                 | 18 | Abdul Waris     | 55' 71' |
| CF                 | 3  | Asamoah Gyan    |         |
| Wisselspelers:     |    |                 |         |
| MF                 | 13 | Jordan Ayew     | 71' 78' |
| MF                 | 6  | Afriyie Acquah  | 76'     |
| MF                 | 22 | Wakaso Mubarak  | 82'     |
| Coach:             |    |                 |         |
| James Kwesi Appiah |    |                 |         |

FPF · A-internationals · Selecties · Statistieken · Bondscoaches · Portugees vrouwenelftal · Olympisch elftal · Portugal U21 · Portugal U20 · Portugal U19 · Portugal U18 · Portugal U17 · Vrouwen U17
1921 – 1929 · 
1930 – 1939 · 
1940 – 1949 · 
1950 – 1959 · 
1960 – 1969 · 
1970 – 1979 · 
1980 – 1989 · 
1990 – 1999 · 
2000 – 2009 · 
2010 – 2019 · 
2020 – 2029
EK's: 1984 · 
1996 · 
2000 · 
2004 · 
2008 · 
2012 · 
2016 · 
2020 · 
2024
WK's: 1966 · 
1986 · 
2002 · 
2006 · 
2010 · 
2014 · 
2018 · 
2022
OS: 1928 · 
1996 · 
2004 · 
2016
1921 · 
1922 · 
1923 · 
1924 · 
1925 · 
1926 · 
1927 · 
1928 · 
1929 · 
1930 · 
1931 · 
1932 · 
1933 · 
1934 · 
1935 · 
1936 · 
1937 · 
1938 · 
1939 · 
1940 · 
1942 · 
1943 · 1944 · 
1945 · 
1946 · 
1947 · 
1948 · 
1949 ·
1950 · 
1951 · 
1952 · 
1953 · 
1954 · 
1955 · 
1956 · 
1957 · 
1958 · 
1959 ·
1960 · 
1961 · 
1962 ·
1963 ·
1964 · 
1965 · 
1966 · 
1967 · 
1968 · 
1969 ·
1970 · 
1971 · 
1972 · 
1973 · 
1974 · 
1975 · 
1976 · 
1977 · 
1978 · 
1979 ·
1980 · 
1981 · 
1982 · 
1983 · 
1984 · 
1985 · 
1986 · 
1987 · 
1988 · 
1989 · 
1990 · 
1991 ·
1992 · 
1993 · 
1994 · 
1995 · 
1996 · 
1997 · 
1998 · 
1999 · 
2000 · 
2001 · 
2002 · 
2003 · 
2004 · 
2005 · 
2006 · 
2007 · 
2008 · 
2009 · 
2010 · 
2011 · 
2012 · 
2013 ·
2014 ·
2015 ·
2016 ·
2017 ·
2018 ·
2019 ·
2020 ·
2021 ·
2022
Albanië ·
Algerije ·
Andorra ·
Angola ·
Argentinië ·
Armenië ·
Azerbeidzjan ·
België ·
Bolivia ·
Bosnië-Herzegovina ·
Brazilië ·
Bulgarije ·
Canada ·
Chili ·
China ·
Cyprus ·
DDR ·
Denemarken ·
Duitsland ·
Ecuador ·
Egypte ·
Engeland ·
Estland ·
Faeröer ·
Finland ·
Frankrijk ·
Gabon ·
Georgië ·
Ghana ·
Gibraltar ·
Griekenland ·
Hongarije ·
Ierland ·
IJsland ·
Iran ·
Israël ·
Italië ·
Ivoorkust ·
Joegoslavië ·
Kaapverdië ·
Kameroen ·
Kazachstan ·
Koeweit ·
Kroatië ·
Letland ·
Liechtenstein ·
Litouwen ·
Luxemburg ·
Malta ·
Marokko ·
Mexico ·
Moldavië ·
Mozambique ·
Nederland ·
Nieuw-Zeeland ·
Nigeria ·
Noord-Ierland ·
Noord-Korea ·
Noord-Macedonië ·
Noorwegen ·
Oekraïne ·
Oostenrijk ·
Panama ·
Paraguay ·
Polen ·
Qatar ·
Roemenië ·
Rusland ·
Saoedi-Arabië ·
Schotland ·
Servië ·
Slovenië ·
Slowakije ·
Sovjet-Unie ·
Spanje ·
Tsjechië ·
Tsjecho-Slowakije ·
Tunesië ·
Turkije ·
Uruguay ·
Verenigde Staten ·
Wales ·
Zuid-Afrika ·
Zuid-Korea ·
Zweden ·
Zwitserland
Angola (2006) ·
België (2021) ·
Brazilië (2010) · 
Denemarken (2012) ·
Duitsland (2006) ·
Duitsland (2008) ·
Duitsland (2012) ·
Duitsland (2014) ·
Duitsland (2021) ·
Engeland (2000) ·
Engeland (2006) ·
Frankrijk (2006) ·
Frankrijk (2016) ·
Frankrijk (2021)  ·
Ghana (2014) ·
Griekenland (2004, 2) · 
Hongarije (2021) · 
IJsland (2016) · 
Iran (2006) ·
Iran (2018) ·
Marokko (2018) ·
Marokko (2022) ·
Mexico (2006) ·
Nederland (2006) ·
Nederland (2012) ·
Oostenrijk (2016) · 
Spanje (2012) · 
Spanje (2018) ·
Tsjechië (2008) ·
Tsjechië (2012) · 
Turkije (2008) ·
Verenigde Staten (2014) ·
Uruguay (2018) ·
Zuid-Korea (2022) · 
Zwitserland (2008) · 
Zwitserland (2022)